# Bangelan
Bangelan is een bestuurslaag in het regentschap Malang van de provincie Oost-Java, Indonesië. Bangelan telt 4060 inwoners (volkstelling 2010).